# Носенко Петро Григорович
Петро Григорович Носенко (14 жовтня 1911, Голінка — 24 лютого 1993, Суми) — український комуністичний журналіст часів Голодомору. Педагог 1950-х років. Організатор руху сільських кореспондентів, які співпрацювали із щоденними комуністичними газетами (так звані сількори). За походженням — становий козак, праонук малоросійського дворянина Федора Носенка.
Заступник завідувача відділу чернігівської обласної газети «Молодий комунар» (1932—1933), завідувач друкарні і відповідальний секретар газет військових будівельників «Боец-дорожник» (Хабаровськ, 1933—1936) і «Строитель» (Єврейська автономна область, 1936), відповідальний секретар, заступник редактора, редактор роменської районної газети «За більшовицький колгосп» — «Прапор Жовтня» (1936—1941), інструктор-літератор, заступник відповідального редактора газети штурмової авіабригади «Боевой курс» (Куйбишев, 1942—1946), редактор дубов'язівської районної газети «Ленінський шлях» (1946—1950), відповідальний секретар, завідувач відділу, заступник редактора сумської обласної газети «Більшовицька зброя» — «Ленінська правда» (1950—1971).

## Життєпис
Народився у родині станового голінського козака, ветерана Першої світової війни Грицька Носенка та уродженки Брязкунова хутора, що поблизу Дептівки, міщанки Марії Брязкун. Праправнук малоросійського дворянина, колезького асесора Чернігівської губернії Кирила Носенка, прапрапраонук останнього писаря Голінської сотні Леонтія Носенка. Хрещений у голінському Спасо-Преображенському соборі.
У родині батька троє синів козачого стану — Петро (1911), Левко (1915), Іван (1918). Старший — Петро Носенко — відмовився вести батькове господарство і 1928 добився направлення до Конотопського педагогічного училища.
1931 одружується «комсомольським шлюбом» із Марією Могилко — донькою конотопського залізничного інженера Пилипа Могилка. Мали чотирьох дітей: Ігор (1932—1986), Світлана (1936—1995), Олег (1938—1941), Валентина (1944—2018); онук — тележурналіст Ростислав Мартинюк.

### Журналістська робота
Перша журналістська робота Петра почалася 1930 року коректором і кореспондентом районної конотопської газети «Селянські вісті». Паралельно — активіст конотопського відділення «Асовіяхему».
Отримує призначення до чернігівської комуністичної газети «Молодий комунар» (Конотоп належав тоді до Чернігівської області), де співпрацює із молодими поетами Олексою Десняком, Пилипом Рудем та Абрамом Кацнельсоном. Готує серію репортажів із районів Конотопщини, де влада в цей час проводила масові убивства голодом. Працює згідно з політичною лінією комуністів, які приховували голод.
Восени 1933 року 22-річного журналіста забирають до радянської армії. Петро стає співробітником армійської газети «Дорожник-строитель», а його дружина влаштувалась складальницею у полковій друкарні, подорожуючи пліч-о-пліч три роки по хабаровських сопках з чоловіком. Петру вперше довелось працювати російською мовою і в штабі округу не могли надивуватись гоголівським неологізмам молодого літератора, як тоді називали працівників преси. Згодом виходить книжка П. Носенка про невелику ще історію їх частини, де поважний розділ присвячений і М. Могилко — єдиній жінці-матері у шляхових військах.
Повернувшись 1936 в Україну, Носенко коротко працює у Чернігові, а восени переїжджає в Ромни. Вже у листопаді 1936, після народження дочки Світлани, займає посаду секретаря роменської районної газети, а згодом редактора. Саме він пропонує, затверджену незабаром, назву роменської газети «Прапор Жовтня», перейменовану після війни на «Комуністичним шляхом» (зараз «Вісті Роменщини»).
Будучи редактором самарської (куйбишевської) газети «Боевым курсом» (пілотної частини ескадри важких бомбардувальників), він складає восени 1942 року серію листів (збереглося 17 об'ємних примірників) до дружини в Оренбург з докладним змалюванням обставин приходу німецької армії у вересні 1941 року до Ромен і області. Ці безцінні документи-свідчення, без сумніву, перлюструвались військовою цензурою, але з великими затримками все ж доходили до адресата. Надалі перевірку листів посилено наказом № 0078/42 від 22 червня 1944 року за підписом Берії та Жукова.
П. Носенко, через відсутність плану евакуації установ міста Ромни, потрапив до зони німецької окупації, тоді як голова райради з заступниками, не попередивши підлеглих і не видавши зброї, чкурнули в чисте поле. І тут почався місяць перебування секретаря роменської газети за спиною передових частин Вермахту.
Вибираючись до радянських територій, натикався на кінні підрозділи, що потрапили у оточення і, після переправи у жовтні через Псло, дістався до Охтирки, де випадковість зберегла його від звинувачень у «співпраці» та може ще шок від київської гекатомби сталінських військ. Так чи інакше, Петро Носенко лишився з того часу в чині капітана, не відправлявся на фронт і, зі всього видно, цей епізод тяжів над подальшою долею журналіста.
У льотній частині в Кінель-Черкасах (українська слобода у Поволжі) працює у військовій газеті, а з 1944 року — в Куйбишеві редактором «Боевого курса», також органу військової частини.
Вже після 1945 року, маючи квартиру, грошовиту роботу у великому поволзькому місті, влаштувавши тут і дружину, написав заяву про переведення у невигідне з економічної точки зору місце — в Україну. І командування пішло на зустріч, бо на «тепле» місце було багато претендентів. П. Носенко наголошував, що, попри умовляння друзів залишитись у військах, він за станом здоров'я — приїжджає в Україну. Після коливань — у Дрогобич, чи у Дубов'язівку — обрав останнє (тоді районне містечко Сумської області), де став редактором місцевої газети. Від роботи в Західній Україні відмовився через фактичний стан війни, що тривав там до 1953 року.
Лише 1947 року П. Носенка залучають до роботи в обласній сумській газеті «Більшовицька зброя» (з 53 року — «Ленінська правда», тепер — «Сумщина»). На посаді заступника редактора Петро Григорович перебував до 1971 року, паралельно обіймаючи посаду голови товариства радянсько-болгарської дружби. В останні двадцять років П. Носенко був дружнім з Л. Капустою, Н. Шойхет, Г. Носенко, Ф. Жученком, Є. Василевською, Б. Худенком.

### 1929
1. Носенко П. Г. Умови вступу до Конотопського педтехнікуму на 1929—1930 рік / П. Носенко // Селянські вісті. — 1929. — 11 серпня.
2. Носенко П. Г. Пострілом з обріза  — соціалістичного наступу глитайні не зупинити! / П. Носенко // Селянські вісті. — 1929. — 29 вересня. Сторінка про загибель голови Городищенської сільради Миколи Григоровича Топишка.
3. Носенко П. Г. Допомагаємо комунам! Конотопське пролетарське студентство на селі / П. Носенко // Комуна. — 1929. — 14 листопада.

### 1930
4. Зоря. Надолужити прогаяне / П. Носенко // Комуна. — 1930. — 20 грудня. Про студентів Конотопського педтехнікуму, які посилили свою боєпідготовку.
5. Зоря. У Дубинці замазують хиби / П. Носенко // Комуна. — 1930. — 20 грудня. Про правління колгоспу с. Дубинка Чернігівського району, яке приховує недоліки.

### 1931
6. Носенко П. Г. За зловживання з позикою  — до кримінальної відповідальності / П. Носенко // Комуна. — 1931. — 20 лютого.
7. Носенко П. Г. Роботу осередку поставити на вдарні темпи / П. Носенко // Комуна. — 1931. — 13 червня.
8. Зоря П. Негайно змити ганебну пляму  — ліквідувати прорив у виконанні промфінплану / П. Зоря [П. Носенко], Б. Лісовий, Я. Гартований // Комуна. — 1931. — 28 жовтня.

### 1932
9. Носенко П. Г. Боротьба за хліб / П. Носенко // Комуна. — 1932. — 20 лютого. Про активістів села Олексіївки (Лозівщини) Чернігівського району, які організувавши натиск на злісних нездатників хліба, знайшли багато прихованого куркульського хліба.
10. Петро Швидкий. Вчимося у комсомольської комуни організовувати працю / [П. Носенко], Іван Тополя // Комуна. — 1932. — 15 березня.
11. Безносенко Р. Переключимося на літні форми політосвіти / П. Носенко // Комуна. — 1932. — 8 квітня.
12. Носенко П. Г. Масовою роботою — контрольне завдання перевиконаємо протягом дня / Носенко, Каспін, Каганов, Пащенко // Комуна. — 1932. — 12 червня. Про робітників друкарні, які передплатили нову позику 4-го вирішального року та закликають піти за своїм прикладом колективи — електронні, електромоторного та механічно-збирального цехів механічного заводу.
13. Носенко П. Г. За більшовицьку партійність у роботі преси /
П. Носенко // Комуна. — 1932. — 2 серпня. У газеті «Ударник» друкують вірші російською мовою, попри те, що реципієнти  — українці.
14. Носенко П. Г. Місячник цивільної авіації. Трудящі Конотопщини! Збудуємо аеропорт Київщини! / П. Носенко // Комуна. — 1932. — 18 серпня. Про перспективи будування аеропорту в Києві.
15. Носенко П. Г. По-більшовицькому борімося з побудовою аеропорту Київщини / П. Носенко // Комуна. — 1932. — 28 серпня. Про збирання коштів на збудування аеропорту Київщини.
16. Носенко П. Г. По-бойовому провести черговий призов / П. Носенко // Комуна. — 1932. — 18 вересня.
17. Носенко П. Г. Річний план хлібозаготівель виконали / П. Носенко // Комуна. — 1932. — 4 жовтня. Про Артіль ім. Молотова Шпотівської сільради, що цілком виконала річний план хлібозаготівлі 20 вересня.
18. Носенко П. Г. Голодна смерть безробітних у ПАСШ / П. Носенко // Комуна. — 1932. — 16 жовтня. Про Північно-Американські Сполучені Штати.
19. Носенко П. Г. Голодний похід американських фермерів і безробітних / П. Носенко // Комуна. — 1932. — 26 жовтня. Про страйк у Америці.
20. Носенко П. Г. Жовтенко спекулює хлібом / П. Носенко // Комуна. — 1932. — 16 листопада.
21. Носенко П. Г. Марченко  — ворог трудящих / П. Носенко // Комуна. — 1932. — 16 листопада. Про куркуля Івана Марченко із села Дубянка який зриває хлібозаготівлі.
22. Носенко П. Г. Ворогів народу  — покарано / П. Носенко // Комуна. — 1932. — 16 листопада. Про засудження Пролетарським судом куркулів Клюшного Степана та Кравченко Марії.
23. Носенко П. Г. Викрили куркульські дії / П. Носенко // Комуна. — 1932. — 19 листопада. Про куркуля Федора Півня з хутора Попівський, Соснівської сільради, який злісно не виконував твердих завдань з хлібозаготівлі.
24. Носенко П. Г. Поліція стріляла на голодних безробітних / П. Носенко // Комуна. — 1932. — 26 грудня. Про безробітних Берліна, у робітничому районі Пойкельн, які пробували захопити харчові крамниці, щоб роздати харчі безробітним. Поліція розганяла демонстрантів пострілами й гумовими палицями.
25. Носенко П. Г. «Досягнення» ПАСШ / П. Носенко // Комуна. — 1932. — 26 грудня. Про самогубства і випадки вбивства дітей через голод у Північно-Американських Сполучених Штатах.

### 1933
26. Носенко П. Г. Кінь  — підшефний комсомолові. Що вже зробили передові осередки Конотіпщини / П. Носенко // Молодий комунар. — 1933. — 4 січня. Про місячник організації догляду коней оголошений Конотопським РК ЛКСМУ.
27. Носенко П. Г. Опортуністична благодушність  — практика роменського комсомолу / П. Носенко, А. Ващенко // Молодий комунар. — 1933. — 7 січня. Заклик судити зривників хлібозаготівлі.
28. Носенко П. Г. Про недоліки в роботі політшкіл цехів Конотіпського ПВРЗ / П. Носенко // Молодий комунар. — 1933. — 7 січня. Про упорядкування роботи політичних шкіл.
29. Носенко П. Г. Здійснити шефство комсомолу над конем / П. Носенко, А. Ващенко // Молодий комунар. — 1933. — 10 січня.
30. Пилип Рудь. Трудова книжка комсомольця — дзеркало його роботи / Пилип Рудь [П. Носенко], Ю. Мироненко // Молодий комунар. — 1933. — 17 січня. Про те, що показала перевірка у Степанівці Буринського району.
31. Носенко П. Г. Ленінський призов / П. Носенко // Молодий комунар. — 1933. — 21 січня.
32. Носенко П. Г. Розпочато чистку Переволочанського осередку / П. Носенко // Молодий комунар. — 1933. — 21 січня. Про відкриті збори комсомольського осередку та їх наслідки.
33. П. Рудь. У Ріпках «тиша і спокій» / П. Носенко // Молодий комунар. — 1933. — 28 січня. Про самоперевірку виробничої ролі комсомольця-колгоспника.
34. Носенко П. Г. Осередок очистити від чужого і негідного елементу / П. Носенко // Молодий комунар. — 1933. — 28 січня. Про другу подачу чистки в Попільні. 4-х комсомольців виключили з лав, 6-х комсомольців виключили за неявку механічно.
35. Носенко П. Г. Двомісячник збирання утилю / П. Носенко // Молодий комунар. — 1933. — 3 лютого. Про Козелецький районний комітет на Чернігівщині, що пише директиви.
36. Носенко П. Г. Постишев П. П.  — другий секретар ЦК КП(б)У / П. Носенко // Молодий комунар. — 1933. — 6 лютого. Про Постишева, який також обрано першим секретарем Харківського обкому та міськкому партії.
37. Носенко П. Г. Основне в змаганні — створення насіннофондів / П. Носенко // Молодий комунар. — 1933. — 9 лютого. Заклик про ліквідування ганебного відставання.
38. Носенко П. Г. Весняній сівбі  — підготовані кадри / П. Носенко, І. Красноштан // Молодий комунар. — 1933. — 12 лютого.
39. Зорський П. Увесь гній  — на лани / П. Носенко // Молодий комунар. — 1933. — 12 лютого. Про агротехнічні роботи.
40. Носенко П. Г. Куркульським бандитам — найсуворішої кари / П. Носенко // Молодий комунар. — 1933. — 18 лютого. Про замах на життя піонерки-комсомолки Улянки Скакодубової, що живе в селі Гужівці Іченського району.
41. Зоряний П. Розбити опортуністичний самоплив / П. Носенко // Молодий комунар. — 1933. — 23 лютого. Про ремонт тракторів до сівби.
42. Колос П. Перебудуватися на ходу / П. Носенко // Молодий комунар. — 1933. — 26 лютого. Про ударника Сартисона з села Кальчинівка Чернігівської області, який ділом доводять відданість партії.
43. Носенко П. Г. Ударник Герберт і його день / П. Носенко // Молодий комунар. — 1933. — 28 лютого. Замальовка-репортаж про Герберта Шмідта, який доглядає колгоспних коней.
44. Носенко П. Г. Кожного завтра працювати краще, ніж сьогодні / П. Носенко // Молодий комунар. — 1933. — 30 березня.
45. Рудь П. Дбають за кожного коня / П. Рудь [П. Носенко], Бугров // Молодий комунар. — 1933. — 3 квітня.
46. Носенко П. Г. Розшифруйте колгоспнику мову цифр / П. Носенко // Молодий комунар. — 1933. — 5 квітня.
47. Носенко П. Г. Вирівняти фронт сівби / П. Носенко // Молодий комунар. — 1933. — 16 квітня. Про весняні польові роботи.
48. Носенко П. Г. В сяйві гучних фраз — щирить пащу прорив / П. Носенко, М. Островський // Молодий комунар. — 1933. — 22 квітня. Про силу гасел.
49. Носенко П. Г. Не припустити зриву сівби в одноосібному секторі / П. Носенко // Молодий комунар. — 1933. — 24 квітня.
50. Носенко П. Г. Масові культвиходи на селі / П. Носенко // Молодий комунар. — 1933. — 10 травня.
51. Носенко П. Г. Провідну культуру занедбано / П. Носенко, Б. Ойфе, Л. Гамарман // Молодий комунар. — 1933. — 22 травня. Про те, що треба брати приклад з комсомолії Новгородсіверщини на ділі піклуватися технічними культурами.
52. Носенко П. Г. КСМ осередок Фрейгольтова вимагає негайного зміцнення / П. Носенко // Молодий комунар. — 1933. — 22 травня. Про жахливий стан роботи КСМ осередку на польових роботах.
53. Носенко П. Г. На бурякових плантаціях з'явився довгоносик / П. Носенко Л. Гамерман, Б. Ойфе // Молодий комунар. — 1933. — 24 травня. Про весняні польові роботи Глухова.
54. Носенко П. Г. На червонуватому папері! / П. Носенко Л. Гамерман // Молодий комунар. — 1933. — 26 травня.
55. Носенко П. Г. Крокують до перемоги в конкурсі / П. Носенко // Молодий комунар. — 1933. — 8 червня. Про конкурс кращого тракториста на Чернігівщині.
56. Пилип Рудь. Пекучі питання / Пилип Рудь [П. Носенко] // Молодий комунар. — 1933. — 4 липня. Про нараду письменників-початківців області.
57. Носенко П. Г. Змити ганебну пляму… / П. Носенко // Молодий комунар. — 1933. — 6 вересня. Про Роменський район, як один з найвідсталіших районів області у виконанні річного плану хлібоздавання, зокрема по одноосібному сектору.
58. Носенко П. Г. Його виховав комсомол / П. Носенко // Молодий комунар. — 1933. — 16 жовтня. Про голову сільради комсомольця Дорошенка, який зумів Шаповалівку з відсталого перетворити на передове село Конотопщини.
59. Носенко П. Г. Які ще терміни потрібні? / П. Носенко // Молодий комунар. — 1933. — 18 жовтня. Про збирання мішків і брезенту для приймальних пунктів.
60. Носенко П. Г. Попереду — бригади 15-річчя / П. Носенко // Молодий комунар. — 1933. — 18 жовтня. Про Буринський цукрозавод.
61. Носенко П. Г. Гордість осередку  — зразкові корівники, свинарники, конюшні / П. Носенко // Молодий комунар. — 1933. — 1 листопада. Про робітників ферм.
62. Носенко П. Г. Запис однієї доби / П. Носенко // Молодий комунар. — 1933. — 1 листопада. Репортаж-нарис про добу комунізму.
63. Носенко П. Г. Про позбавлення Леся Курбаса звання народного артиста УРСР / П. Носенко // Молодий комунар. — 1933. — 20 грудня.

### 1936
64. Носенко П. Г. Сотні різноманітних запитань / П. Носенко // Молодий комунар. — 1936. — 16 грудня. Про злободенні проблеми на селі.
65. Носенко П. Г. Купити для ялинки нічого / П. Носенко // Молодий комунар. — 1936. — 20 грудня. Про те, що до сіл Роменського району завезено іграшок і прикрас для ялинок на 16.000 крб., до міста  — на 12.000 крб. Проте, ця кількість ніяк не задовольняє вимоги…
66. Носенко П. Г. Добрий початок / П. Носенко // Молодий комунар. — 1936. — 20 грудня. Про нові плани роботи, зобов'язання.

### 1937
67. Носенко П. Г. Скрізь багато веселощів / П. Носенко // Молодий комунар. — 1937. — 3 січня. Про бал-маскарад у Роменському піонерському клубі.
68. Носенко П. Г. 6 січня  — Всесоюзний перепис населення / П. Носенко // Прапор Жовтня. — 1937. — 4 січня. Про перепис населення у Ромнах.
69. Носенко П. Г. Напередодні перепису худоби / П. Носенко // Прапор Жовтня. — 1937. — 12 січня. Про те що, особи, винні в приховуванні худоби від перепису і подачі неправильних відомостей, притягаються до карної відповідальності.
70. Носенко П. Г. На пленумі Роменського райкому / П. Носенко // Молодий комунар. — 1937. — 14 січня.
71. Носенко П. Г. У відповідь на лист ЦК КП(б)У / П. Носенко // Молодий комунар. — 1937. — 16 січня.
72. Носенко П. Г. Олімпіади дитячої самодіяльності / П. Носенко // Молодий комунар. — 1937. — 18 січня. Про змагання дитячих аматорських колективів у Ромнах.
73. Носенко П. Г. Спасибі славним чекістам / П. Носенко // Прапор Жовтня. — 1937. — 1 лютого. Про робітників друкарні, які на своєму мітингу одностайно вітають вирок Військової Колегії Найвищого Суду СРСР над троцькістською бандою.
74. Носенко П. Г. Пушкін в лірі живе серед нас / П. Носенко // Прапор Жовтня. — 1937. — 14 лютого. До 100-річчя смерті поета.
75. Носенко П. Г. Комсомольці викрили ворога / П. Носенко // Молодий комунар. — 1937. — 16 лютого.
76. П. Рудь. Пушкінські дні по області / [П. Носенко] // Молодий комунар. — 1937. — 18 лютого. Про заходи присвячені 100-річчю смерті поета.
77. Носенко П. Г. Георгій Костянтинович Орджонікідзе / П. Носенко // Прапор Жовтня. — 1937. — 20 лютого. Про смерть Орджонікідзе від паралічу серця.
78. Носенко П. Г. Лижний крос / П. Носенко // Молодий комунар. — 1937. — 23 лютого. Про лижний крос у Ромнах.
79. Носенко П. Г. Новий блискучий рекорд Олексія Стаханова / П. Носенко // Прапор Жовтня. — 1937. — 8 березня. Про рекорд у виконанні плану 2200 % норми.
80. Носенко П. Г. На Роменських нафтопромислах / П. Носенко // Прапор Жовтня. — 1937. — 12 березня. Про перебування віце-президента Академії Наук УРСР т. О. Г. Шліхтера та віце-президента Академії Наук т. Світальського в м. Ромнах.
81. Носенко П. Г. Добрий почин / П. Носенко // Молодий комунар. — 1937. — 18 березня. Про зміну місця роботи кореспондента.
82. Носенко П. Г. Вирощуємо юні таланти / П. Носенко // Прапор Жовтня. — 1937. — 9 квітня. Про вірші та прозу школярів Роменщини.
83. Носенко П. Г. Письменник Іван Ле в Ромнах / П. Носенко // Прапор Жовтня. — 1937. — 12 квітня. Про приїзд Івана Ле у Ромни щоб зібрати матеріал про роменську нафту для майбутньої книги «Чернігівщина за 20 років».
84. Носенко П. Г. Нафта буде, але не для вас, панове! / П. Носенко // Прапор Жовтня. — 1937. — 4 червня. Про резолюцію зборів активу роменських нафто розвідувальних робіт.
85. Носенко П. Г. На роменських нафтобурових / П. Носенко // Прапор Жовтня. — 1937. — 14 червня. Академіки Шліхтер і Світальський ознайомились з ходом відсмоктування нафти на свердловині 2-с.
86. Носенко П. Г. У найвищому суді СРСР / П. Носенко // Прапор Жовтня. — 1937. — 14 червня. Вирок про розстріл Тухачевського М. Н., Якіра Й. Е., Уборевича І. П., Ейдемана Р. П., Прімакова В. М. та інших.
87. Носенко П. Г. Переліт Москва — Північний полюс  — Північна Америка / П. Носенко // Прапор Жовтня. — 1937. — 20 червня. Про підготовку до перельоту льотчика Чкалова.
88. Носенко П. Г. На пленумі Чернігівського обкому комсомолу / П. Носенко // Прапор Жовтня. — 1937. — 4 серпня. Про ворогів, які засмічували апарат редакції «Молодий комунар».
89. Носенко П. Г. Вороже кубло в техвідділі машинобудівного заводу / П. Носенко // Прапор Жовтня. — 1937. — 12 жовтня.
90. П. Григорович. Нарешті! Бездіяльник / [П. Носенко] // Прапор Жовтня. — 1937. — 18 жовтня. Про завідувача піонерського клубу імені Сталіна Марченка.

### 1938
91. Носенко П. Г. Німецькі танки порушують кордон / П. Носенко // Прапор Жовтня. — 1938. — 4 червня. Протест чехословацького уряду.
92. Носенко П. Г. Світовий рекорд стахановця товариша Швиненка / П. Носенко // Прапор Жовтня. — 1938. — 24 червня. Про рекорд продуктивності праці 50. 020 процентів за 2 години слюсаря-стахановця Пугівського заводу верстатів-автоматів ім. Горького.
93. Носенко П. Г. Безпосадочний переліт Москва  — Хабаровськ  — район Владивостока / П. Носенко // Прапор Жовтня. — 1938. — 30 червня. Про переліт 7650 км за 24 години 36 хвилин льотчиком В. Коккінакі, штурманом А. Бряндінським.
94. Носенко П. Г. За першість у змаганні імені 20-річчя ВЛКСМ / П. Носенко // Прапор Жовтня. — 1938. — 5 липня.
95. Носенко П. Г. Розцвітають таланти / П. Носенко // Прапор Жовтня. — 1938. — 7 грудня. Про С. Й. Шкурата, заслуженого артиста республіки.

### 1939
96. Носенко П. Г. Рік славної боротьби і перемог / П. Носенко // Прапор Жовтня. — 1939. — 1 січня.
97. Носенко П. Г. Якщо завтра війна… / П. Носенко // Прапор Жовтня. — 1939. — 1 січня. Прогноз війни.
98. Носенко П. Г. Креліусна свердловина № 5 дає густу нафту / П. Носенко // Прапор Жовтня. — 1939. — 9 січня. В районі села Герасилівки краліусна свердловина № 5 з 3 січня випробовується.
99. Носенко П. Г. Про проведення Всесоюзного перепису населення / П. Носенко // Прапор Жовтня. — 1939. — 10 січня.
100. Носенко П. Г. Антидержавні вправи дільців «Чернігівторгу» / П. Носенко // Прапор Жовтня. — 1939. — 17 січня. Про виявлені порушення у роботі магазину «Чернігівторгу» № 16.
101. Носенко П. Г. Відкриття XVIII з'їзду Всесоюзної комуністичної партії / П. Носенко // Прапор Жовтня. — 1939. — 12 березня.
102. Носенко П. Г. Безпосадочний переліт Москва  — США / П. Носенко // Прапор Жовтня. — 1939. — 4 травня. Про переліт Коккінакі і Гордієнка.
103. Носенко П. Г. «Щорс» / П. Носенко // Прапор Жовтня. — 1939. — 8 травня. Рецензія на фільм «Щорс».
104. Носенко П. Г. Демонстрація сили і краси / П. Носенко // Прапор Жовтня. — 1939. — 14 травня. Про велике спортивне свято 12 травня на стадіоні «Спартак».
105. Носенко П. Г. Із залу суду / П. Носенко // Прапор Жовтня. — 1939. — 14 травня.
106. Носенко П. Г. Нафтові розвідки на горі Золотуха / П. Носенко // Прапор Жовтня. — 1939. — 23 червня. В цьому році роменським нафторозвідникам приділено виключну увагу, створено трест «Роменська нафтопромрозвідка».
107. Носенко П. Г. На роменських нафторозвідках / П. Носенко // Прапор Жовтня. — 1939. — 3 липня. Про виявлення при бурінні роторної свердловини № 9 нафтоносний шар майстером Г. Струковим.
108. Носенко П. Г. Країна чекає української промислової нафти / П. Носенко // Прапор Жовтня. — 1939. — 6 липня. Про здобуток нафти.
109. Носенко П. Г. Бойові подруги нафтопромрозвідників / П. Носенко // Прапор Жовтня. — 1939. — 18 липня. Про перші збори дружин нафтопромрозвідників в клубі імені Леніна.
110. Носенко П. Г. Змагання нафтовиків України і Грузії / П. Носенко // Прапор Жовтня. — 1939. — 27 серпня. Лист-відповідь молодим нафтовикам тресту «Грузнафта»
111. Носенко П. Г. Дамо українську нафту! / П. Носенко // Прапор Жовтня. — 1939. — 14 вересня. Передова стаття про нафту.
112. Носенко П. Г. В дружній сім'ї нафтовиків / П. Носенко // Прапор Жовтня. — 1939. — 28 листопада. Про перехід на роботу в Ромни нафтопромрозвідку нафтовиків з Західної України.

### 1940
113. Носенко П. Г. Справа честі роменських нафтовиків / П. Носенко // Прапор Жовтня. — 1940. — 6 січня. Передова стаття про невиконання плану за минулий рік по здачі в експлуатацію свердловин.
114. Носенко П. Г. Змагання нафтовиків / П. Носенко // Прапор Жовтня. — 1940. — 4 березня.
115. Носенко П. Г. Наслідувати приклад нафтовиків сонячної Грузії!/ П. Г. Носенко // Прапор Жовтня. — 1940. — 29 березня.
116. Носенко П. Г. Чорне золото / П. Носенко // Прапор Жовтня. — 1940. — 1 червня. Про розвиток роменської нафтопромисловості.
117. Носенко П. Г. Жінки роменської нафтопромрозвідки / П. Носенко // Прапор Жовтня. — 1940. — 17 червня. Про роботу жінок на нафтопромисловості.
118. Носенко П. Г. Партійне життя / П. Носенко // Прапор Жовтня. — 1940. — 26 липня. Про кущові партійні збори.
119. Носенко П. Г. Бесіди про нафту / П. Носенко // Прапор Жовтня. — 1940. — 11 серпня. Роздуми про те, як залягає нафта в породах.
120. Носенко П. Г. На перешкоді стоять неполадки / П. Носенко // Прапор Жовтня. — 1940. — 29 серпня. Про роменський нафтопромисел.
121. Носенко П. Г. Змагання роменських нафтовиків з нафтовиками Грузії / П. Носенко // Прапор Жовтня. — 1940. — 1 вересня. Про змагання двох братніх країн.
122. Носенко П. Г. За нові успіхи / П. Носенко // Прапор Жовтня. — 1940. — 20 грудня. Свердловина № 35 протягом трьох годин фонтанування викинула сорок тонн нафти.
123. Носенко П. Г. Видобуток нафти в Ромнах / П. Носенко // Прапор Жовтня. — 1940. — 20 грудня. Інтерв'ю з головним геологом Роменського тресту «Укрнафтопромрозвідка» товаришем В. П. Куцевим.
124. Носенко П. Г. Біля фонтану / П. Носенко // Прапор Жовтня. — 1940. — 20 грудня. Про фонтан нафти свердловини № 35.
125. Носенко П. Г. Безперервно йде нафта / П. Носенко // Прапор Жовтня. — 1940. — 21 грудня. Про свердловину № 35.
126. Носенко П. Г. Люди бурової… / П. Носенко // Прапор Жовтня. — 1940. — 21 грудня. Про нафтовиків.
127. Носенко П. Г. Розбурювання і експлуатація верхніх горизонтів / П. Носенко // Прапор Жовтня. — 1940. — 21 грудня. Розмова з в. о. директора контори буріння і головним інженером Роменського тресту «Укрнафтопромрозвідка» тов. Парамоновим І. Г.
128. Носенко П. Г. На зборах роменських нафтовиків / П. Носенко // Прапор Жовтня. — 1940. — 24 грудня. Підбивання підсумків за рік роботи нафтопромрозвідки.

### 1941
129. Носенко П. Г. Перервана проповідь / П. Носенко // Прапор Жовтня. — 1941. — 7 січня. Про антирелігійні настрої у країні.
130. Носенко П. Г. Сорок п'ята, комсомольська! / П. Носенко // Прапор Жовтня. — 1941. — 11 січня. Свердловина дала фонтан. Бригаду тов. Суркова по праву іменують комсомольською.
131. Носенко П. Г. Перевиконали січневий план видобутку нафти / П. Носенко // Прапор Жовтня. — 1941. — 16 січня. Про перевиконання плану за місяць.
132. Носенко П. Г. Здана в експлуатацію свердловина № 37 / П. Носенко // Прапор Жовтня. — 1941. — 16 січня. Про закінчення випробувань свердловини № 37.
133. Носенко П. Г. «Кишенькова артилерія» / П. Носенко // Прапор Жовтня. — 1941. — 12 квітня. Про ручну гранату.
134. Носенко П. Г. Привіт, письменнику! / П. Носенко // Прапор Жовтня. — 1941. — 13 квітня. Про перебування в Ромнах Івана Ле.
135. Носенко П. Г. На будівництві шляху Ромни — Суми / П. Носенко // Прапор Жовтня. — 1941. — 15 травня. Білецький зриває виконання плану земляних робіт.
136. Носенко П. Г. Розвідка  — очі командира в бою / П. Носенко // Прапор Жовтня. — 1941. — 16 травня. Про прикордонників.
137. Носенко П. Г. Концерт Сари Фібіх / П. Носенко // Прапор Жовтня. — 1941. — 17 травня. Про концерт єврейської артистки Сари Фібах.
138. Носенко П. Г. Зв'язок на війні // П. Носенко / Прапор Жовтня. — 1941. — 22 травня.
139. Носенко П. Г. Нові культури на Роменщини / П. Носенко // Прапор Жовтня. — 1941. — 25 травня. Про освоєння ряду нових культур: арахіс, рис, східна редиска, кок-сагиз, люфа, кормова капуста, кормовий кавун, голозерний ячмінь, лобія, чуфа, мічурінські сорти плодоносних дерев та виноград.
140. Носенко П. Г. Піхота / П. Носенко // Прапор Жовтня. — 1941. — 5 червня.
141. Носенко П. Г. До гастролей заслуженої капели «Думка» / П. Носенко // Прапор Жовтня. — 1941. — 6 червня. Про гастролі Державної заслуженої капели УРСР «Думка».
142. Носенко П. Г. Перереєстрація хатніх робітниць / П. Носенко // Прапор Жовтня. — 1941. — 6 червня.
143. Носенко П. Г. Аеростатні загорожі / П. Носенко // Прапор Жовтня. — 1941. — 8 червня. Роздуми на оборонні теми.
144. Носенко П. Г. На трасі Ромни  — Суми / П. Носенко // Прапор Жовтня. — 1941. — 10 червня. Про те, що траса довжиною 10 км в основному готова на території району.
145. Носенко П. Г. Вивчай свій край / П. Носенко // Прапор Жовтня. — 1941. — 11 червня. Про краєзнавчі експедиції.
146. Носенко П. Г. Життя Червоної Армії. Взвод у наступі / П. Носенко // Прапор Жовтня. — 1941. — 14 червня.
147. Носенко П. Г. Рукопашний бій / П. Носенко // Прапор Жовтня. — 1941. — 21 червня. Про методику рукопашного бою.
148. Носенко П. Г. Ульяновський драматичний театр в Ромнах / П. Носенко // Прапор Жовтня. — 1941. — 22 червня. Про творчий обмін театрами.

### 1946
149. Носенко П. Г. Рішуче боротися зі зволіканням хлібопоставок / П. Носенко // Ленінський шлях. — 1946. — 4 серпня.
150. Носенко П. Г. А школа продовжує ремонт / П. Носенко // Ленінський шлях. — 1946. — 8 вересня.
151. Носенко П. Г. Грубі порушення Статуту сільгоспартілі / П. Носенко // Ленінський шлях. — 1946. — 12 вересня.
152. Носенко П. Г. Передовики махоркопоставки / П. Носенко // Ленінський шлях. — 1946. — 17 жовтня. Ромни — передових з махорокопставки.
153. Носенко П. Г. Дамо більше махорки / П. Носенко // Ленінський шлях. — 1946. — 22 грудня. Про тютюнове виробництво на Роменщині.

### 1947
154. Носенко П. Г. На допомогу агітаторові / П. Носенко // Ленінський шлях. — 1947. — 16 січня. Про те, як працювати з газетою.
155. Носенко П. Г. Столітній парк винищується / П. Носенко // Ленінський шлях. — 1947. — 27 лютого. Про Тростянецький парк Роменського району.
156. Носенко П. Г. Розкрадачі зерна  — засуджені! / П. Носенко // Ленінський шлях. — 1947. — 13 березня. Про голодний 1947 рік.

### 1949
157. Носенко П. Г. З зали суду / П. Носенко // Ленінський шлях. — 1949. — 29 травня. Нарсуд Дубов'язівського району за самовільне залишення школи фабрично-заводського навчання засудив Федірко Івана Климовича до трьох років позбавлення волі.
158. Носенко П. Г. Слідами виступів «Ленінського шляху» / П. Носенко // Ленінський шлях. — 1949. — 3 липня.
159. Носенко П. Г. Бригадир садово-городньої бригади / П. Носенко // Ленінський шлях. — 1949. — 28 липня. Нарис про бригадира села Юрівка.
160. Носенко П. Г. Люди колгоспного села / П. Носенко //Ленінський шлях. — 1949. — 28 липня. Про передовиків села Юрівка.
161. Носенко П. Г. Пасічник / П. Носенко // Ленінський шлях. — 1949. — 28 липня. Нарис про пасічника.
162. Носенко П. Г. Агролісомеліоратор Іван Ситник / П. Носенко // Ленінський шлях. — 1949. — 28 липня. Нарис про агролісомеліоратора.
163. Носенко П. Г. Біля школи, за парканом / П. Носенко // Ленінський шлях. — 1949. — 31 липня. Фейлетон про негаразди школярів.
164. Носенко П. Г. Дубов'язівська випічка / П. Носенко // Ленінський шлях. — 1949. — 18 серпня. Фейлетон про недоліки на хлібзаводу.